# Clemente I Bahous
Clemente I, nato Michel Bahous (o Bahouth) (1799 – 13 giugno 1882), è stato eparca di Acri e dodicesimo patriarca della Chiesa melchita.

## Biografia
Michel Bahous nacque nei pressi di Acri nel 1799. Nel 1816 entrò nel monastero del Santissimo Salvatore (Deir-el-Mokallés) dell'Ordine Basiliano omonimo e fece la sua professione religiosa nel 1818. Attorno al 1824 venne ordinato sacerdote. Inviato in Italia, nel 1826 divenne cappellano melchita a Livorno, dove rimase fino al 1835. Il 10 agosto 1836 il patriarca Massimo III Mazloum lo consacrò eparca di Acri e contestualmente assunse il nome di Clemente (in greco: Κλήμης).
Alla morte di Massimo III, il 1º aprile 1856 il sinodo dei vescovi cattolici melchiti elesse Clemente Bahous nuovo patriarca. La sua elezione fu sostenuta anche dall'arcivescovo Paolo Brunoni, delegato apostolico della Siria. Lo stesso sinodo elettorale, ricordandosi dell'autorevolezza con cui Massimo Mazloum aveva governato nei suoi ultimi anni di vita, approvò dei decreti per limitare l'autorità patriarcale. L'elezione di Clemente Bahous venne confermata da papa Pio IX il 16 giugno 1856.
Il nuovo patriarca, senza consultare gli altri vescovi melchiti, nel gennaio del 1857 introdusse il calendario gregoriano al posto di quello giuliano. Questo atto, visto come un tentativo di conformarsi alle usanze latine, causò un profondo malcontento all'interno della Chiesa melchita. Si sviluppò così un'opposizione guidata dall'arcivescovo di Beirut, Agapios Riashi, lo stesso che aveva guidato l'opposizione contro Massimo Mazloum alcuni anni prima. Clemente Bahous, di fronte a queste difficoltà, rassegnò le sue dimissioni nell'agosto del 1858, ma la maggior parte del clero e laici melchiti chiese a Roma di respingere le dimissioni, cosa che avvenne nel settembre del 1858.
Nel frattempo negli anni 1859-1860 scoppiò una guerra tra maroniti e drusi, che provocò il massacro dei cristiani in Damasco e preoccupò i melchiti molto di più della questione del calendario. Tuttavia, apparve sulla scena medio orientale, un nuovo protagonista, la Chiesa ortodossa russa, che, nella speranza di espandere la sua influenza in Medio Oriente, convinse tre vescovi avversari del patriarca Bahous a formalizzare uno scisma, noto come scisma del sarqiin. Nonostante i fondi messi a disposizione dalla Russia, lo scisma ebbe vita breve e si concluse dopo pochi anni.
Nel 1864 Clemente Bahous chiese nuovamente a Roma di dimettersi. Questa volta la Santa Sede autorizzò il patriarca a rassegnare le dimissioni, accettate il 13 agosto 1864.
Clemente Bahous si ritirò nel monastero basiliano del Santissimo Salvatore dove morì il 13 giugno 1882. Nel 1870 aveva partecipato al concilio Vaticano I.

## Genealogia episcopale e successione apostolica
La genealogia episcopale è:
- Vescovo Filoteo di Homs
- Patriarca Eutimio III di Chios
- Patriarca Macario III Zaim
- Vescovo Leonzio di Saidnaia
- Patriarca Atanasio III Dabbas
- Vescovo Néophytos Nasri
- Vescovo Efthymios Fadel Maalouly
- Patriarca Cirillo VII Siage, B.S.
- Patriarca Agapio III Matar, B.S.
- Patriarca Massimo III Mazloum
- Patriarca Clemente I Bahous, B.S.

La successione apostolica è:
- Patriarca Gregorio II Youssef-Sayour (1856)
- Arcivescovo Macaire (Ignatius) Akkawi (1859)
- Vescovo Ambroise Basile Abdo (1860)
- Arcivescovo Paul Hatem (1863)
- Arcivescovo Athanasius Khawam, B.S. (1867)